# Чирихин, Андрей Александрович
Андрей Александрович Чирихин (4 октября 1968, Рязань, РСФСР, СССР — 28 августа 2000, Центарой, Чечня, Россия) — начальник группы 1-го оперативно-боевого отдела Управления «В» («Вымпел») Центра специального назначения Федеральной службы безопасности Российской Федерации, майор.

## Биография

Могила Чирихина на Николо-Архангельском кладбище Москвы.

Андрей Чирихин родился 4 октября 1968 года в семье военнослужащего. Учился в школах № 39 и № 64 г. Рязани, со школьной скамьи хотел стать военным.
В 1986 году Чирихин поступил в Рязанское высшее военное командное училище связи, по окончании которого проходил службу в воздушно-десантных войсках.
С 1997 года он являлся сотрудником спецподразделения «Вымпел» ФСБ России.
Отличный спортсмен, мастер по различным видам единоборств, великолепный стрелок и лыжник. Шесть раз направлялся в служебные командировки в зону боевых действий. Участвуя в контртеррористических операциях, проявлял мужество, героизм и хладнокровие.
Обладал огромной физической силой. Вот только два эпизода его боевой деятельности, рассказанные офицерами ФСБ:

Третий выезд спецподразделения в Чечню. Выполнялось задание по нейтрализации боевиков в одном из горных селений. Все члены банды были успешно задержаны, но главарю удалось вырваться. Выхватив гранату и выдернув чеку, он прижался к каменному забору. Преследовавшие его бойцы замерли. «Мёртвая» пауза длилась несколько секунд, в любой момент мог раздаться смертельный взрыв. И тут спокойной походкой, перекинув автомат за спину, улыбаясь и даже насвистывая что-то, к главарю подошёл Андрей. Через мгновение он молниеносно захватил руку боевика с гранатой, другой рукой взял за подбородок. Всего один удар. Легко поднял обмякшее тело и, не отпуская руку с гранатой, отнёс главаря к краю обрыва, бросил… Через мгновение раздался взрыв. Огляделся — все живы…

…Во время одной из командировок в Чечню вертолёт с группой спецназа был сбит боевиками. Вертолёт упал, все остались живы, но получили тяжёлые повреждения. Без серьёзных травм обошлись только двое: майор Чирихин и подполковник. Вертолёт упал на территории, контролируемой боевиками и окруженной минными полями. Андрей вместе с подполковником перенесли 16 раненых бойцов подальше от вертолёта, который мог взорваться в любую минуту. После этого Андрей через минные поля прорвался к своим и вызывал подмогу. Все спецназовцы были спасены…
Майор Чирихин погиб 28 августа 2000 года при проведении зачистки н. п. Центарой. 1 сентября 2000 года он был похоронен с воинскими почестями на Аллее Славы Николо-Архангельского кладбища г. Москвы.
В декабре 2009 года на здании рязанской школы № 39, в которой учился Андрей Чирихин, в память о герое была установлена мемориальная доска.
У Андрея остались жена Татьяна и дочь Евгения.

## Награды
- Орден Мужества (посмертно)[8][9]
- медаль Суворова[9]
- медали «За отличие в воинской службе»
- именной нож с дарственной гравировкой от имени Президента РФ[3]
- благодарность Президента РФ[3].